# Rhoikos (Künstler)
Rhoikos (altgriechisch Ῥοῖκος), der Sohn von Phileus, Philaios oder Phileas, war ein Architekt und Künstler von Samos. Er wurde vermutlich Ende des 7. Jahrhunderts v. Chr. geboren und war nach Diogenes Laertios der Vater der Architekten Theodoros und Telekles, nach Herodot dagegen war Telekles Vater des Theodoros.
Rhoikos und Theodoros sollen die Technik des Schmelzen von Bronze revolutioniert und als erste Bronzestatuen gegossen haben. Im Tempel der Artemis in Ephesos soll sich eine Statue der Nyx aus der Hand des Rhoikos befunden haben. Zusammen mit Smilis und Theodoros wird er als Erbauer des Labyrinth von Limnos, das von 150 Säulen getragen wurde, bezeichnet.
Herodot bezeichnete Rhoikos als den ersten Baumeister des Heraions von Samos. Heute geht man jedoch davon aus, dass Rhoikos den zweiten Tempel zwischen etwa 580 und 560 v. Chr. errichtete. Möglicherweise besuchte er zuvor das ägyptische Naukratis und wurde vom Stufenaltar des dortigen Aphrodite-Heiligtums beeinflusst. Hingegen zeigt der Apollon-Tempel von Naukratis, der um 550 v. Chr. errichtet wurde, samischen Einfluss, so dass einige Forscher davon ausgehen, dass Rhoikos dessen Architekt war. Eine ostgriechische Augenschale, die eine Weihinschrift eines Rhoikos an Aphrodite trägt, wurde in Naukratis gefunden und wird als weiteres Indiz für diese Annahme gewertet.